# Pogonatum holstii
Pogonatum holstii là một loài Rêu trong họ Polytrichaceae. Loài này được (Broth.) Paris miêu tả khoa học đầu tiên năm 1898.